# Øvre Romerike prosteri

Prosterier i Borgs stift. Det ljusblåa området på kartan är Øvre Romerike prosteri.

Øvre Romerike prosteri (norska: Øvre Romerike prosti) är ett kontrakt (prosteri, norska: prosti) i Borgs stift inom Norska kyrkan. Kontraktet omfattar kommunerna Eidsvoll, Gjerdrum, Hurdal, Nannestad, Nes och Ullensaker i Akershus fylke i sydöstra Norge.
Namnet syftar på att kontraktet omfattar den norra delen av landskapet Romerike.

## Socknar
Øvre Romerike prosteri består av 20 socknar (norska: sokn eller sogn):
- Auli socken
- Bjørke socken
- Eidsvolls socken
- Feirings socken
- Fenstads socken
- Furusets socken
- Gjerdrum og Heni socken
- Holters socken
- Hurdals socken
- Ingeborgruds socken
- Jessheim og Hovins socken
- Langsets socken
- Mogreina socken
- Nannestads socken
- Nes socken
- Råholts socken
- Stensgårds socken
- Udenes socken
- Ullensakers socken
- Årnes socken